# 手语新闻报道 (HOY资讯台)
《手语新闻报道》（英語：News Report in Sign Language）是香港有線新聞有限公司製作的新聞節目，由2022年11月21日開始，每晚18:00於HOY資訊台播出，畫面右方增加香港手語傳譯員的即時傳譯。
目前香港免費電視台的手語新聞時事節目有港台電視《新聞天地》及《時事摘錄》、明珠台《手語新聞報道》以及ViuTV的《6點新聞報道》。

## 历史
- 2016年以前，有线将不同时段的新闻报道冠以不同名字，由早到晚分别为有线早晨/Cable早晨、上午要闻、午间通讯、下午要闻、有线新闻、晚间新闻、深夜直播室。2016年起将早午晚间大部分新闻时段冠以有线新闻之称。
- 2020年4月27日至9月13日，18:00時段闢作《六點新聞報道》，星期一至五18:00-18:15與香港開電視及有線綜合娛樂台同步播放[1]，周末18:00-18:30則只在有線新聞台播出。
- 2020年9月14日起，《六點新聞報道》停播，原時段改作《有線新聞》；10月24日起，《六點新聞報道》復播，星期一至五播出時間由以往15分鐘延長至半小時，但改為只於有線新聞台及有線綜合娛樂台播放，週末則只於有線新聞台及香港開電視播出。
- 2021年8月14日起，由於香港開電視節目調動，《六點新聞報道》改由有線新聞台單獨播映。
- 2022年1月10日起，有線財經資訊台星期六、日18:00改播《六點新聞報道》。
- 2022年10月17日起，在播完00:00節及05:30節《有線新聞》後，有線綜合娛樂台取消聯播《六点新闻报道》。
- 2022年11月21日起，因應HOY資訊台啟播，《六點新聞報道》停播，本节目改名為《手語新聞報道》[2][3]，由聾人機構「龍耳」提供即時手語傳譯，《手語新聞報道》繼續在有線財經資訊台播放[4][5]。
- 2023年6月1日起，因應收費電視有線新聞台、有線財經資訊台停播關係，本節目繼續在免費頻道HOY資訊台播放。

## 節目內容
- 焦點新聞（節目的第一部份）
- 本港及國際新聞（節目的第一、二部份）
- 體育快訊（節目的第三部份）
- 天氣報告（新聞完結前）

## 播出時間
- HOY TV：不定期[6]18:00-18:30
- HOY資訊台：每日18:00-18:30

## 手語傳譯員
- 黃惠蘭
- 馬芬燕
- 黎敏聰
- 凌家慧

## 相关节目
- Cable早晨
- 有线新闻（包含午间新闻、六点半新闻报道）
- 7点直播室
- 国际最前线
- 晚间直播室